# Homogeneização biótica
Homogeneização biótica é o processo pelo qual duas ou mais comunidades ecológicas distribuídas espacialmente se tornam cada vez mais semelhantes ao longo do tempo. Este processo pode ser genético, taxonômico ou funcional e leva à perda da diversidade beta (β). Embora o termo seja por vezes usado de forma intercambiável com "homogeneização taxonômica", "homogeneização funcional" e "homogeneização genética", a homogeneização biótica é na verdade um conceito abrangente que abrange os outros três. Esse fenômeno tem origem principalmente em duas fontes: extinções de espécies nativas e invasões de espécies não nativas. Embora este processo seja anterior à civilização humana, como evidenciado pelo registo fóssil, e ainda ocorra devido a impactos naturais, foi recentemente acelerado devido a pressões antropogênicas. A homogeneização biótica passou a ser reconhecida como um componente significativo da crise da biodiversidade e, como tal, tornou-se de crescente importância para os ecologistas da conservação.

## Visão geral

### Homogeneização versus diferenciação
Homogeneização é o processo em que conjuntos se tornam cada vez mais semelhantes: o inverso é o processo em que conjuntos se tornam cada vez mais diferentes ao longo do tempo, um processo conhecido como "diferenciação biótica". Assim como a homogeneização biótica tem componentes genéticos, taxonômicos e funcionais, a diferenciação pode ocorrer em qualquer um desses níveis de organização.

### Diversidade alfa e beta

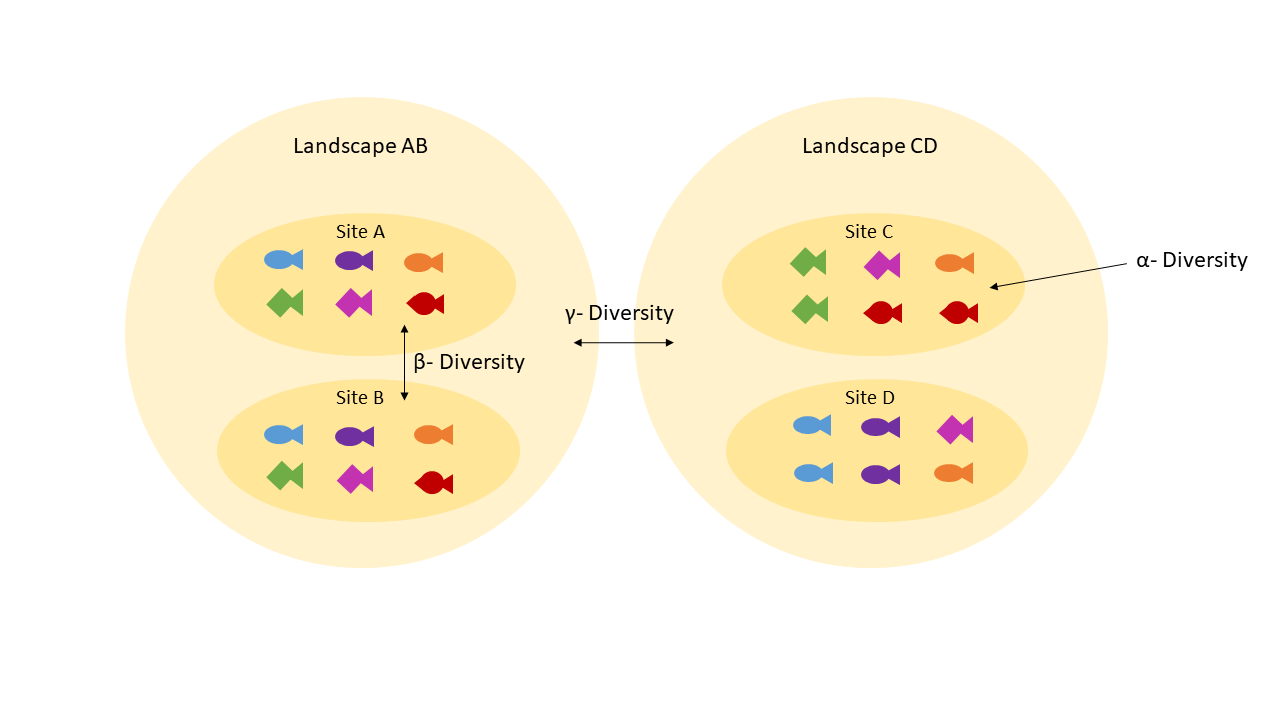
A diversidade alfa descreve a diversidade dentro de uma população; a diversidade beta descreve a diversidade entre populações.

Entender a homogeneização requer uma compreensão da diferença entre diversidade alfa (α) e beta (β). Diversidade alfa se refere à diversidade dentro de uma comunidade: ela aborda quantas espécies estão presentes. Uma comunidade com alta diversidade α tem muitas espécies presentes. A diversidade beta compara múltiplas comunidades. Para que haja alta diversidade β, duas comunidades teriam que ter alta diversidade α, mas ter composições de espécies diferentes e únicas.

### Introdução, extinção e riqueza de espécies
Quando organismos são inseridos em um habitat, seja ele natural ou artificial, a riqueza geral de espécies tende a aumentar, desde que não haja a perda simultânea de outras espécies. De maneira semelhante, quando espécies se extinguem, a diversidade de espécies diminui, considerando-se novamente que não há outras mudanças no conjunto. Portanto, quando há um aumento líquido na riqueza de espécies, é comum supor que houve diferenciação.  Contudo, isso pode não ser verdade. Apesar de um crescimento na riqueza de espécies sinalizar um acréscimo na diversidade α, a homogeneização e a diferenciação tratam especificamente da diversidade β.

#### Relações positivas com a riqueza
Embora possa parecer contraintuitivo, há momentos em que o aumento da riqueza de espécies (diversidade α) também leva ao aumento da homogeneização. Se imaginarmos um exemplo de duas comunidades: a comunidade um contém quatro espécies (A, B, C e D). A comunidade dois contém três espécies (C, D e E). Embora haja sobreposição entre essas duas comunidades, elas certamente são diferentes. Entretanto, se a comunidade dois sofrer uma mudança drástica onde E se extingue enquanto A e B são introduzidos simultaneamente, ela agora demonstra maior riqueza de espécies (maior diversidade α), porque agora há quatro espécies presentes em vez de três. No entanto, ao mesmo tempo, as comunidades um e dois se tornaram idênticas, removendo qualquer diversidade β: elas se homogeneizaram. Esta tendência particular é frequentemente observada em estudos de homogeneização biótica.
Às vezes, a diminuição da riqueza de espécies pode levar a uma maior diversidade e diferenciação β. Se, no exemplo acima, a comunidade um tivesse perdido a espécie D e a comunidade dois tivesse perdido a espécie C, ambas as comunidades teriam menor diversidade α porque cada uma teria uma espécie a menos. Entretanto, as duas comunidades não teriam espécies em comum, o que aumentaria drasticamente a diversidade β, levando à diferenciação.

#### Relações negativas com a riqueza
Em alguns casos, o aumento da diversidade α poderia teoricamente levar ao aumento da diversidade e diferenciação β. Quando retornamos ao exemplo anterior, a comunidade um ainda contém quatro espécies (A, B, C e D) e a comunidade dois contém três (C, D e E). Desta vez, C é extinto na comunidade dois, mas F e G são introduzidos ao mesmo tempo. A comunidade dois agora tem maior riqueza e, portanto, maior diversidade α. Agora, ela também tem apenas uma espécie em comum com a comunidade um, em vez de duas espécies. As duas comunidades são agora mais diferentes entre si do que eram inicialmente, indicando maior diversidade β e, portanto, diferenciação biótica.
A diminuição da riqueza também pode levar à homogeneização. Se A fosse extinto na comunidade um e E fosse extinto na comunidade dois, então ambas as comunidades teriam menor riqueza, já que ambas estariam fora da mesma espécie. Também haveria maior sobreposição na composição de espécies entre as duas comunidades, indicando perda de diversidade β e aumento da homogeneização.

### Pressões que levam à homogeneização

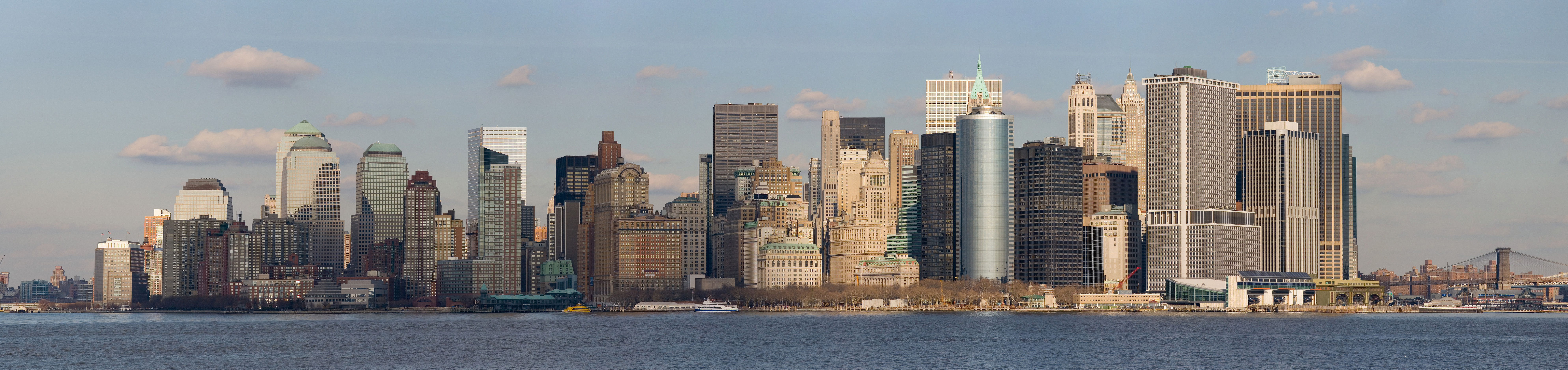
A urbanização altera a conformação das espécies em um habitat e pode ser uma força motriz na homogeneização.

A homogeneização pode resultar de pressões antropomórficas ou naturais. Muitos casos de introdução de espécies são o resultado da introdução intencional ou não intencional de espécies por humanos, seja para o comércio de animais de estimação, recreação, ou agricultura. A urbanização também pode ter impactos profundos na biota, levando a alterações nos conjuntos. A seleção natural e outras forças evolutivas que levam à extinção também podem potencialmente levar à homogeneização. Por vezes, populações previamente isoladas podem ficar expostas umas às outras naturalmente. As interações entre espécies também podem causar extinções locais, seja a relação predatória ou patogênica.

## Componentes

### Genético
A homogeneização genética refere-se aos processos moleculares subjacentes envolvidos na homogeneização biótica. Geralmente resulta da hibridação com espécies não nativas, levando à diminuição da variação no pool genético. Esses eventos de hibridização podem ser interespecíficos ou intraespecíficos. A homogeneização genética pode ser analisada em termos de frequências alélicas, o que é realizado por meio de uma comparação de quão comuns são genótipos específicos. Se um alelo ocorre com frequência semelhante entre duas populações, então há maior homogeneização presente. Outras forças evolutivas, como os efeitos fundadores e os efeitos de gargalo, também podem levar à homogeneização genética.

### Taxonômico
A homogeneização taxonômica é provavelmente o aspecto mais reconhecido e extensivamente pesquisado da homogeneização biótica, sendo que ambos os termos são comumente utilizados de maneira intercambiável. É mais precisamente caracterizado como uma redução na diversidade β, indicando que várias comunidades estão se tornando mais semelhantes em termos taxonômico ao longo do tempo. Um erro frequente a respeito da homogeneização taxonômica é acreditar que ela resulta em uma redução da diversidade α ou que contribui para a diminuição da riqueza de espécies. Contudo, conjuntos que passaram pela homogeneização taxonômica podem de fato mostrar um crescimento na diversidade α, um fenômeno registrado em grupos de plantas, animais e microrganismos.

### Funcional
Homogeneização funcional refere-se ao aumento da similaridade de funções em uma comunidade: isto é, similaridade nos papéis desempenhados pelas espécies. Num ecossistema que sofreu uma homogeneização funcional, há um aumento de espécies que preenchem o mesmo papel funcional ou nicho, com menos espécies a ocupar nichos únicos.

## Análise
Medir a homogeneização biótica requer, em última análise, medir a diversidade β. A homogeneização taxonômica é normalmente estudada comparando dois conjuntos de espécies que podem estar separados espacialmente, temporalmente ou ambos. Os pesquisadores podem escolher usar apenas pools existentes ou pools contendo espécies existentes e espécies históricas reconstruídas. Não é incomum comparar relações entre a diversidade α e a diversidade β em uma população.

## Exemplos
A maioria dos estudos sobre homogeneização biótica concentra-se tipicamente em peixes e plantas vasculares. Mais recentemente, no entanto, a homogeneização foi demonstrada em outros grupos taxonômicos.

### Registro Fóssil
O registro fóssil fornece vários exemplos pré-históricos de homogeneização biótica. Por exemplo, a ponte terrestre panamenha entre a América do Norte e a América do Sul permitiu que conjuntos anteriormente isolados se homogeneizassem. Entretanto, as taxas pré-históricas de homogeneização eram muito mais lentas do que são atualmente. Além disso, os organismos conseguiram percorrer distâncias muito maiores devido a impactos antropomórficos do que alguma vez o fizeram naturalmente.

### Animais

#### Pássaros
Tanto a homogeneização taxonômica quanto a funcional foram investigadas em aves. Certos estudos insulares demonstraram que, em uma escala espacial pequena, a homogeneização taxonômica aviária ocorre muito mais rapidamente do que em uma escala espacial maior. Na França, registrou-se que comunidades se tornaram cada vez mais funcionalmente semelhantes ao longo de duas décadas. Curiosamente, em outros estudos franceses, foi observado que não há uma relação temporal entre a homogeneização funcional e taxonômica, uma tendência que havia sido observada em peixes de água doce. Em paisagens urbanas, a introdução de espécies não nativas, como pombos-das-rochas e estorninhos-europeus, levou a uma maior homogeneização das comunidades aviárias urbanas. Muitas espécies consideradas "exploradoras urbanas" também contribuem para a homogeneização biótica em ambientes urbanos, em parte devido à sua capacidade de utilizar recursos antropogênicos. Houve previsões de que a homogeneização taxonômica aviária está a ocorrer à escala global, o que poderá levar a futuras extinções em massa da avifauna.

#### Mamíferos

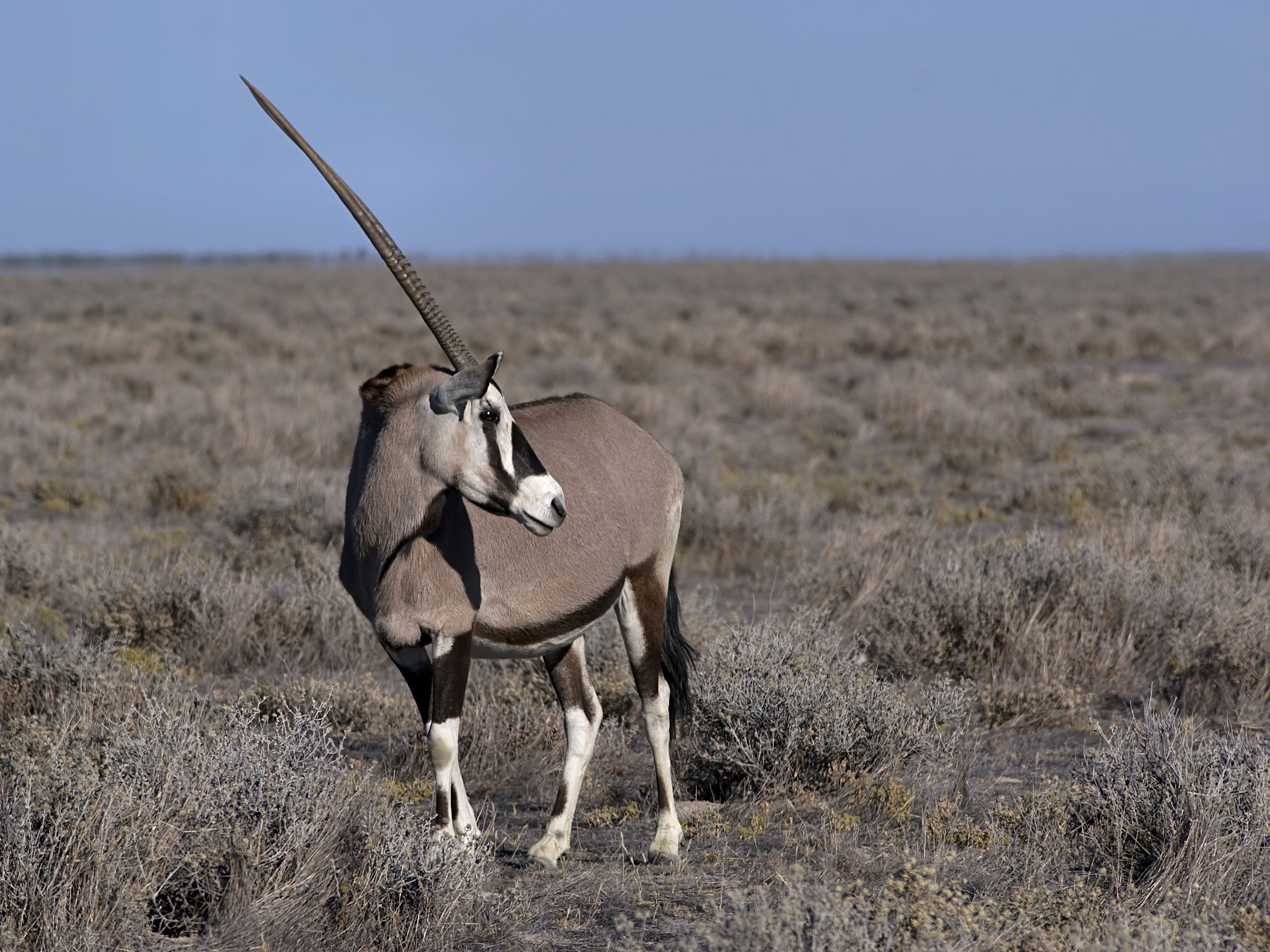
O Órix-gema é um ungulado da África do Sul. Os ungulados têm se homogeneizado numa taxa maior na África do Sul do que no mundo todo.

Os ungulados foram estudados em escala global e local ao longo de um período de quarenta anos, terminando em 2005. Em escala global, descobriu-se que a homogeneização aumentou em 2% e que as introduções contribuíram mais para essa mudança do que as extinções. Em um estudo mais localizado na África do Sul, a homogeneização aumentou em 8%. Neste exemplo, a riqueza de espécies aumentou à medida que a homogeneização aumentou.

#### Peixes
Os peixes de água doce foram um dos primeiros grupos taxonômicos a ser utilizados em estudos de homogeneização, e tendências foram observadas em vários continentes. A homogeneização nos peixes de água doce geralmente decorre do manuseio de peixes não nativo para fins recreativos. Em um exemplo mais específico, houve um estudo de 2015 no Chile, onde os sistemas de água doce apoiam diversas montagens de peixes endêmicos. Em uma comparação de 201 bacias hidrográficas que analisaram mudanças nas semelhanças ao longo de 200 anos, aproximadamente 65% das comparações demonstram que as bacias hidroterráficas estão passando por homogeneização.

#### Insetos

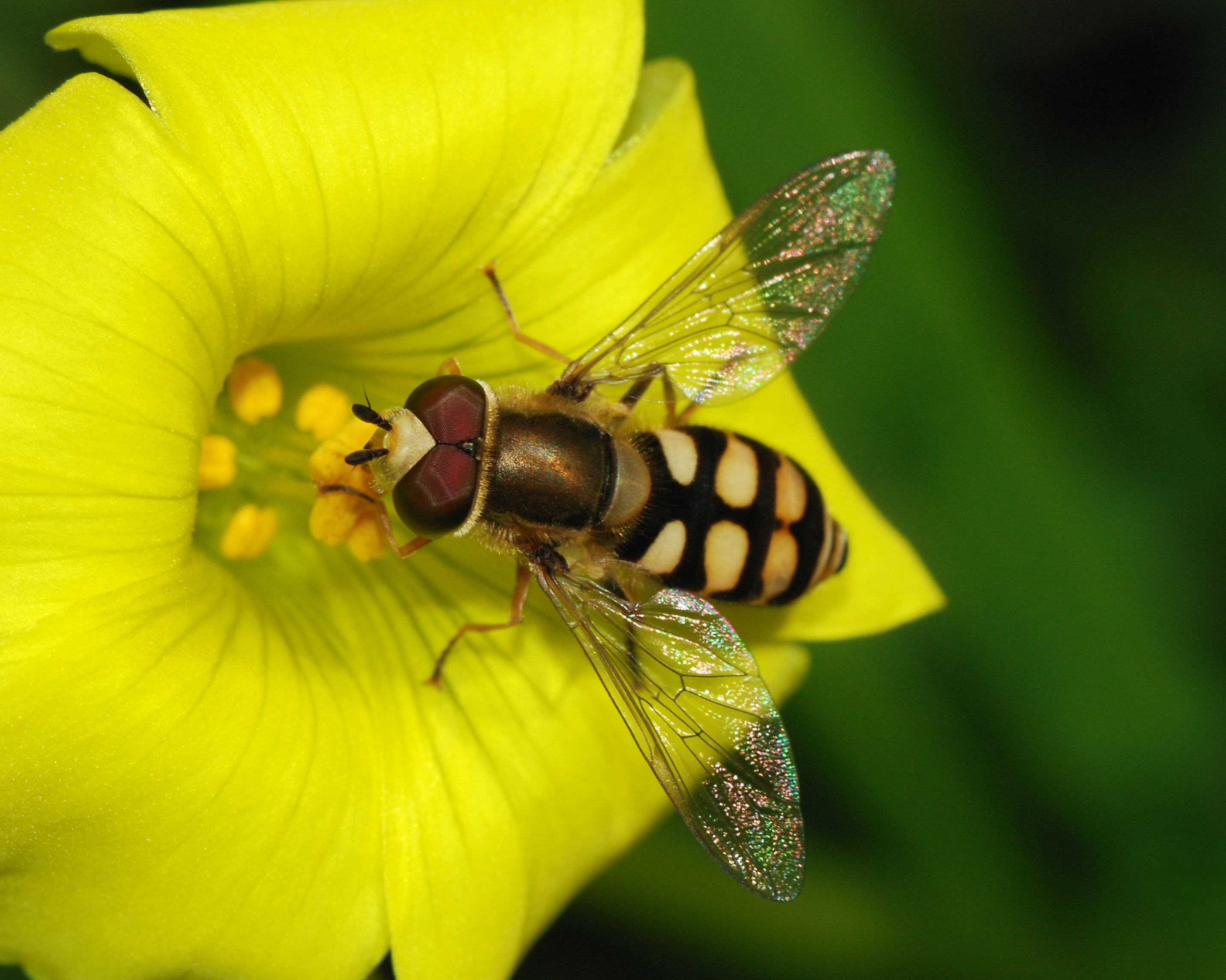
As moscas-das-flores tornaram-se taxonomicamente homogeneizadas na Europa.

Embora tenha havido menos estudos sobre homogeneização biótica em insetos em comparação com outros grupos taxonômicos, há evidências de que ela existe em vários táxons. De acordo com um estudo de 2015 que examinou abelhas, moscas-das-flores e borboletas, a extensão em que ocorre a homogeneização taxonômica varia de acordo com os táxons, o país e a escala espacial. Nos três países europeus incluídos no estudo, as moscas-das-flores foram homogeneizadas em todos os países, enquanto as abelhas e borboletas foram homogeneizadas apenas em dois países. A escala em que ocorreu a homogeneização também variou entre os grupos taxonômicos.

#### Anfíbios e répteis

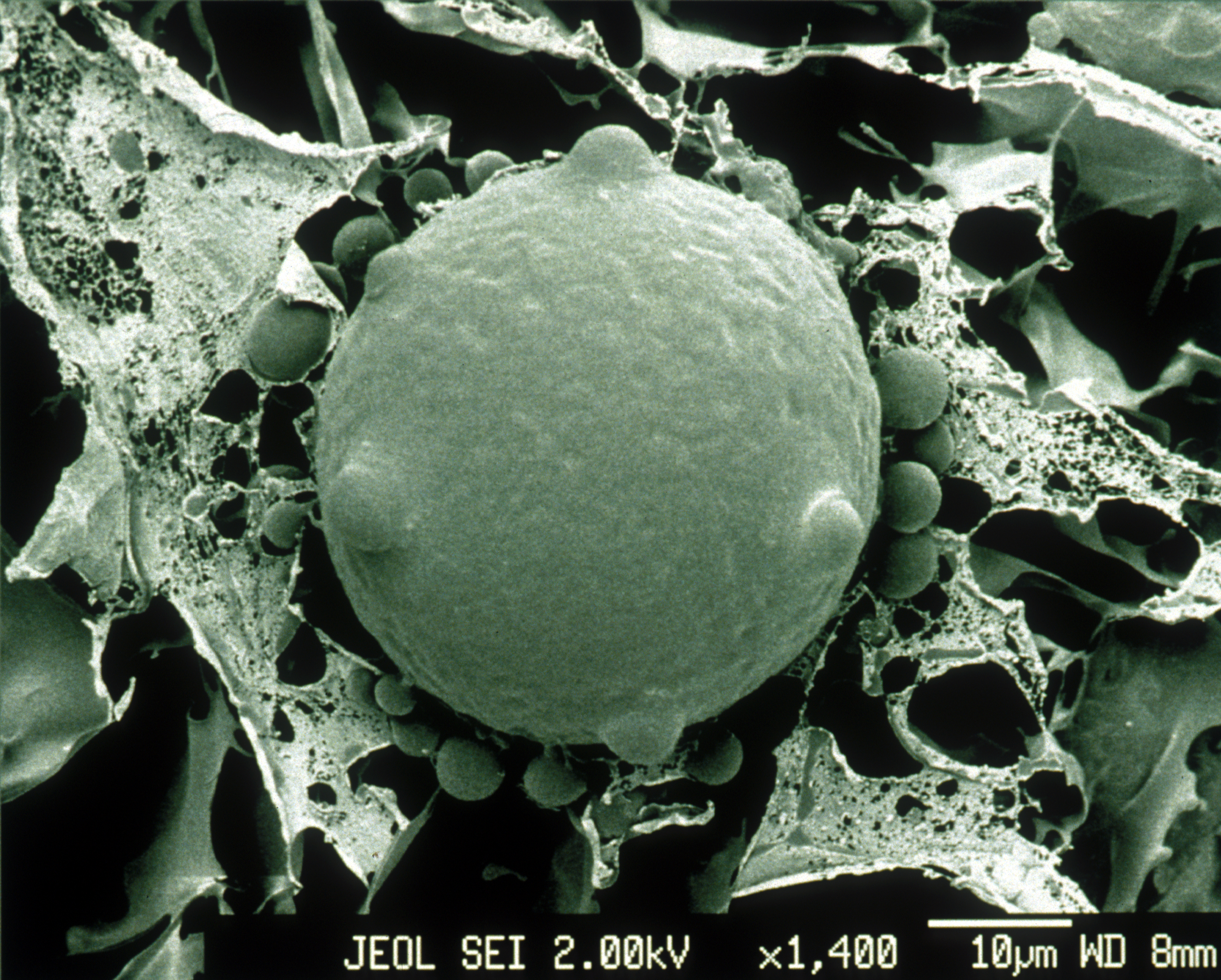
O fungo quitrídio (Batrachochytrium dendrobatidis) é parasita de anfíbios e levou à homogeneização dos anfíbios na América Central.

Houve relativamente pouca pesquisa sobre homogeneização na herpetofauna, e, de acordo com um estudo de 2006, a introdução de répteis não nativos não levou à homogeneização das comunidades reptilianas na Flórida. Entretanto, na América Central, o Batrachochytrium dendrobatidis, que é patogênico para anfíbios, levou à extinção seletiva de certos táxons, o que por sua vez resultou na homogeneização de certos conjuntos de anfíbios. Além deste exemplo mais natural de homogeneização, há evidências de que há homogeneização anfíbia de ambientes impactados pelo homem em todo o mundo.

### Plantas
Os impactos antropomórficos nas plantas têm sido complexos, com a riqueza geral de espécies da flora aumentando ao longo da história humana. Além disso, houve significativamente mais introduções na escala continental do que extinções de espécies endêmicas, aumentando a riqueza geral de espécies e a diversidade α. Entretanto, a diversidade β diminuiu em algumas circunstâncias, resultando em efeitos de homogeneização.

### Microrganismos

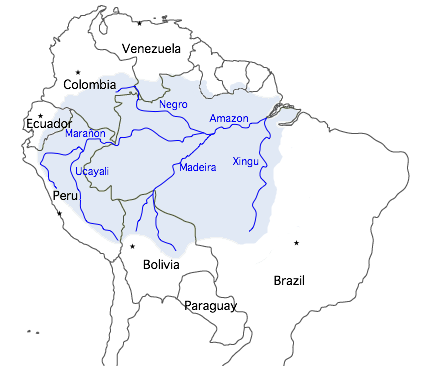
A agricultura na Bacia do Rio Amazonas (foto acima) levou à homogeneização de bactérias

A agricultura na bacia do rio Amazonas tem sido associada a um aumento na diversidade α, mas a uma diminuição na diversidade β das bactérias. Esta tendência é provavelmente devida à perda de espécies endémicas com áreas de distribuição limitadas, que estão a ser substituídas por espécies tolerantes e generalistas.

## Implicações

### Ecologia e Evolução
A composição da comunidade, e não a riqueza, desempenha um papel mais crucial na manutenção do ecossistema. Devido ao fato de que o estudo da homogeneização biótica ainda é relativamente novo, as implicações da homogeneização no meio ambiente ainda não são totalmente claras e é possível que seus impactos não sejam todos negativos. São necessárias mais pesquisas para determinar a extensão do seu impacto no ecossistema. Entretanto, à medida que os ecossistemas se tornam cada vez mais semelhantes e simplificados, há preocupações de que a resiliência dos conjuntos contra eventos estressantes seja limitada. De fato, quanto mais limitado um conjunto se torna em níveis funcionais, taxonômicos e genéticos, mais limitado esse conjunto se torna em sua capacidade de evoluir. A seleção natural atua na diversidade entre indivíduos e espécies e, se essa diversidade não existir, as comunidades serão severamente limitadas no que diz respeito aos caminhos evolutivos futuros.

### Conservação
Limitar a homogeneização biótica depende, em última análise, da limitação de suas fontes: invasão e extinção de espécies. Como essas causas estão amplamente enraizadas na atividade humana, para que a conservação seja bem-sucedida, é necessário reduzir o grau em que as pessoas causam invasões e extinções. Como a homogeneização biótica ainda é uma área de estudo relativamente nova, o aumento da educação sobre seu mecanismo e impacto também pode ser potencialmente eficaz. Se quisermos melhorar nossa compreensão do campo, é necessário aumentar a escala do nosso conhecimento de seus componentes espaciais, temporais, geográficos e taxonômicos. Há um número desproporcional de estudos sobre homogeneização taxonômica, com relativamente poucos sobre homogeneização funcional, o que poderia ter maiores implicações ecológicas. O aumento dos estudos sobre homogeneização funcional pode dar uma ideia das necessidades de conservação. Essas lacunas na literatura poderão, no entanto, ser preenchidas em breve. O estudo da homogeneização vem ganhando cada vez mais atenção nos círculos ecológicos, com o número de estudos que quantificam seus efeitos aumentando exponencialmente entre os anos de 2000 e 2015.